# Рис, Аманда
Аманда Джейн Рис (англ. Amanda Jayne Rees) — историк науки и идей, а также литературовед (в особенности научной фантастики). Доктор философии, профессор университета Йорка. Редактор British Journal for the History of Science (с 2019).
Получила степени бакалавра в области социальных и политических наук, магистра и доктора философии, выпускница Кембриджа. После бакалавриата находилась на госслужбе в Уэльском офисе при Джоне Редвуде (John Redwood). По стипендии Генри поступит в Гарвард, где свяжет свою жизнь с историей науки. По стипендии Британской академии вернётся в Кембридж, чтобы получить докторскую степень по истории и философии науки, а вскоре после этого займёт должность в Йорке. Член консультативного совета Centre for Global Knowledge Studies.
Публиковалась по истории и социологии взаимоотношений между людьми и другими животными и по истории доисторического периода. Увлечённая научной фантастикой с раннего возраста, она также ныне занимается её исследованиями.
Публиковалась в History of Science, Social Studies of Science, Bulletin d’histoire et d’epistemologie des sciences de la vie, Sociology, Noema, Methodist Recorder. Редактор Presenting Futures Past: Science Fiction and the History of Science (2019) и соавтор Human (Reaktion Press, 2020) .
Автор The Infanticide Controversy: primatology and the art of field science (Chicago: University of Chicago Press, 2009. ISBN 9780226707112)  {Рец.: , , , , , , Georgina M. Montgomery}.
Вместе с Шарлоттой Слэй предложила концепт “imhumanism” для именования философии, берущей начало в работах Жан-Люка Нанси.